# Гредіг (футбольний клуб)
«Гредіг» (нім. Sportverein Grödig) — австрійський футбольний клуб з однойменного міста. Заснований 20 березня 1948 року. Домашній стадіон «Унтерсберг-Арена» вміщає 4 330 глядачів.

## Досягнення
- Чемпіон першої ліги: 2012–13

## Виступи в єврокубках
| Сезон   | Турнір           | Раунд | Клуб      | Вдома | Виїзд | Результат |
| ------- | ---------------- | ----- | --------- | ----- | ----- | --------- |
| 2014–15 | Ліга Європи УЄФА | 2Q    | Чукарички | 1–2   | 4–0   | 5–2       |
| 2014–15 | Ліга Європи УЄФА | 3Q    | Зімбру    | 1–2   | 1–0   | 2–2(ч)    |

Примітки
- 2Q: Другий кваліфікаційний раунд
- 3Q: Третій кваліфікаційний раунд